# Ripollet (kommun)
Ripollet är en kommun i Spanien.   Den ligger i provinsen Província de Barcelona och regionen Katalonien, i den östra delen av landet, 500 km öster om huvudstaden Madrid. Antalet invånare är 37 422. Arean är 4,3 kvadratkilometer. Ripollet gränsar till Montcada i Reixac, Cerdanyola del Vallès och Barberà del Vallès. 
Terrängen i Ripollet är platt.